# Song for you
《song for you》為日本音樂團體EXILE的第4張單曲，於2002年4月17日於日本發行。

## 解説
- 據說從Kenn Kato接到歌詞時，全體成員號咷大哭。
- 當初是預定專輯的收錄曲的，不過因為決定成為廣告歌曲，於是急忙的變成了4月發售的單曲。
- Skoop On Somebody的TAKE参加和聲部份。也有去vocal部份編業。
- 原創CD初回出版盤的歌詞卡一部份英語記載有錯誤。
- 在音樂影片（PV）中，TBS系《校園瘋神榜》（学校へ行こう!）的B-RAP高中搏得受歡迎、軟式globe的（三箇一稔）有參與演出。
- 2004年、台灣的男子組合5566的專輯中以中文翻唱《For You》。
- Boyz II Men也有翻唱過。
- 於日本2008年12月3日發售的專輯《EXILE BALLAD BEST》收錄了ATSUSHI和TAKAHIRO本錄的版本。
- EXILE與高橋ヒロシ、山口陽史的漫畫《エグザムライ戦国》的第四卷封底的插圖以這個單曲的封面為藍本。

## 發行版本
- CD

## 收錄曲目
1. song for you [5:41]
  - 作詞：Kenn Kato / 作曲・編曲：Face 2 fAKE

kanebo「REVUE」電視廣告印象歌。
2. song for you（Jonathan Peters' Club Mix） [8:47]
  - 作詞：Kenn Kato / 作曲：Face 2 fAKE / 編曲：Jonathan Peters
3. song for you（Hex Hector Main Radio Mix） [4:21]
  - 作詞：Kenn Kato / 作曲：Face 2 fAKE / 編曲：Hex Hector
4. song for you（Hex Hector Main Club Mix） [8:55]
  - 作詞：Kenn Kato / 作曲：Face 2 fAKE / 編曲：Hex Hector
5. song for you（Instrumental）